# گل‌فشان پیرگل

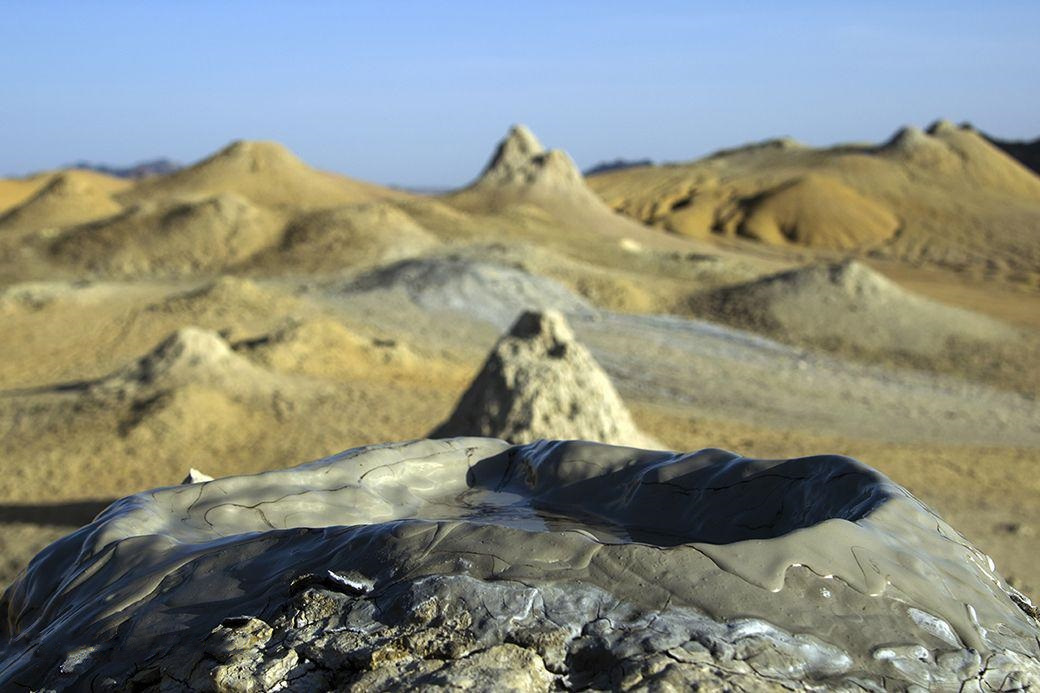
گل‌فشان پیرگل

پیرگِل نام گِل‌فشانی در استان سیستان و بلوچستان ایران است که در بخش گوهرکوه شهرستان تفتان قرار دارد. این گلفشان یکی از آثار طبیعی ملی ایران است و دسترسی به آن با پیاده‌روی امکان‌پذیر است.
در نزدیکی این گل‌فشان‌ها هیچ گونه گیاهی و جانوری یافت نمی‌شود در واقع منطقه را اختصاص به خود داده‌است. این گل‌فشان نمایی زیبایی دارد و گونه منحصر به فردی است که در جهان کم‌یاب است. ترک‌هایی که در کنار آن به وجود آمده به صورت زرد رنگ می‌باشد که به زیبایی آن افزوده‌است. پدیده طبیعی و زیبای گل فشان که با پرتاب گل همراه با گاز متصاعد از آن از اعماق زمین بیرون می‌آید، بر اثر عوامل درونی زمین بوده و در کل پدیده بی‌خطری است که فقط باید با احتیاط، به آن‌ها نزدیک شد.

## پدیده گل‌فشان
گل‌فشان به پدیده‌ای گفته می‌شود که از آن آب و گاز از داخل زمین خارج می‌شود. گل‌فشان‌های جنوب شرق ایران در دو نقطه وجود دارند: گروه اول در نزدیکی کوه‌های آتشفشانی مانند کوه بزمان و کوه تفتان که دارای فوران‌های داغ (°۹۰–۷۰ سلسیوس) هستند و گروه دوم که سردتر بوده و با فرایندهای زمین‌ساختی- رسوبی و خروج گاز کربن دی‌اکسید مرتبط هستند. چندین نظریه در زمینه تشریح گل‌فشان‌های سرد وجود دارد، بر اساس یکی از این نظریات آب موجود در رس به دام افتاده و بنابراین تحت فشار قرار می‌گیرد و منجر به تبدیل رس به گل و خروج فورانی آن به سطح زمین در امتداد گسل‌ها می‌شود. گل‌فشان پیرگل با وجود نزدیکی آن به آتشفشان‌های بزمان و تفتان، یک گل‌فشان سرد است و دمای آن بین ۲۰٫۵ تا ۳۰ درجه سلسیوس است.
گل‌فشان پیرگل دارای یک مخروط اصلی با ارتفاع ۱٬۶۶۷ متر بالاتر از سطح دریا و ارتفاع نسبی ۱۲۷ متر است که آن را تبدیل به بک گل‌فشان مرتفع و مرتفع‌ترین گل‌فشان ایران می‌کند. یازده دهانه مشخص در این گل‌فشان وجود دارد که هفت دهانه آن فعال است ولی همگی آن‌ها نسبتاً کوچک هستند. گل‌فشان پهنه‌ای به مساحت ۵۰ هکتار را بر روی یک تپه مارنی نسبتاً بزرگ می‌پوشاند. فرسایش آب‌های روان گل‌فشان و اطراف آن را تحت تأثیر قرار داده‌است و باعث تشکیل آبکندها و دره‌های تنگ شده‌است که احتمالاً ناشی از فروریختن غارها و حفره‌های انحلالی است.
فعالیت گل‌فشان پیرگل در ماه مه ۲۰۰۳ گزارش شد که فوران آن به صورت آب گل‌آلود سرد و حباب‌های فورانی در هر ۱۵ تا ۶۰۰ ثانیه بوده‌است. این گِل نسبتاً مایع و شور است و گاز خروجی آن عمدتاً کربن دی‌اکسید است و برخلاف دیگر گل‌فشان‌های منطقه در آن متان وجود ندارد.

## خواص درمانی
گل این چشمه خواص درمانی دارد و یکی از بهترین مکان‌ها برای گل درمانی است و امراض پوستی را درمان می‌کند. گل این چشمه در فصول پربارش رقیق‌تر شده و حجم آن نیز بیشتر می‌شود. در فصول خشک نیز از حجم گل خروجی آن کاسته می‌شود اما جریان گل نرم همواره در آن برقرار است. گل فشان‌ها طوری هستند که شما درون آن فرونمی‌روید و غرق نمی‌شوید.

## پیشنهاد برای دیدن چشمه گل فشان پیرگل
برای رفتن به این گل فشان باید از راه سختی بگذرید. همراه داشتن آب اضافی را فراموش نکنید. در ضمن اگر می‌خواهید درون آن بپرید حتماً عینک شنا همراه داشته باشید تا گل درون چشمتان نرود. این گل فشان از معدود گل‌فشان‌های دنیاست که دور از ساحل قرار دارد. به همین دلیل به بعد از گل‌تنی نباید به فکر شست‌وشوی خود باشید. البته در اطراف این گل فشان چاه‌هایی برای کشاورزی وجود دارد. این تجربه می‌تواند یکی از عجیب‌ترین و لذت‌بخش‌ترین تجربه‌های شما در عمرتان باشد.

## نگارخانه

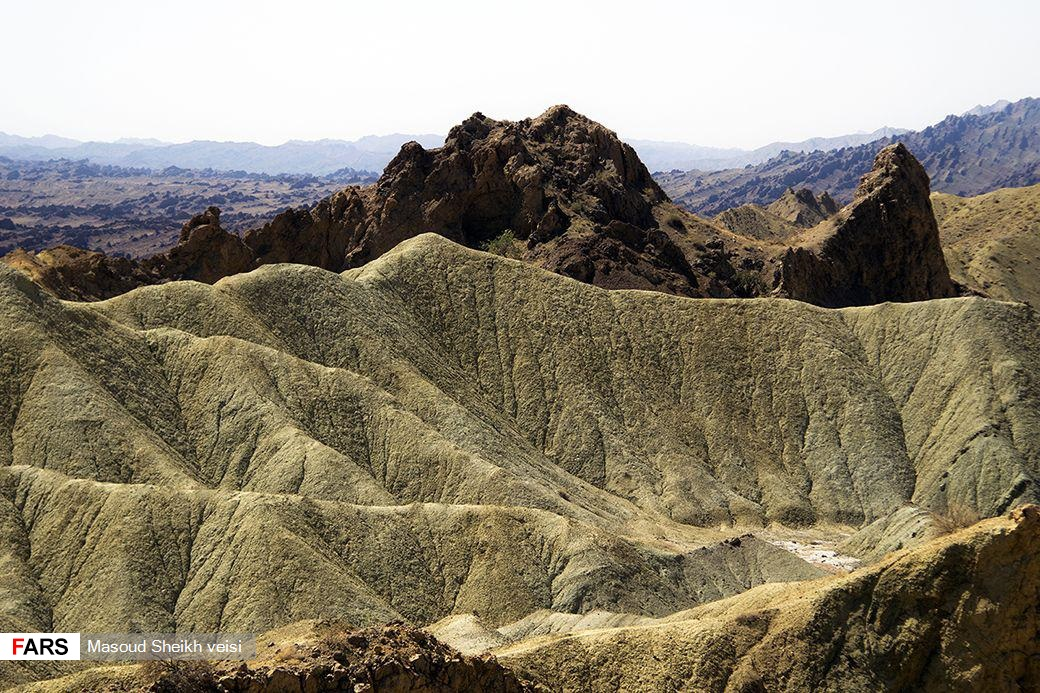
نمایی از گل‌فشان پیرگل
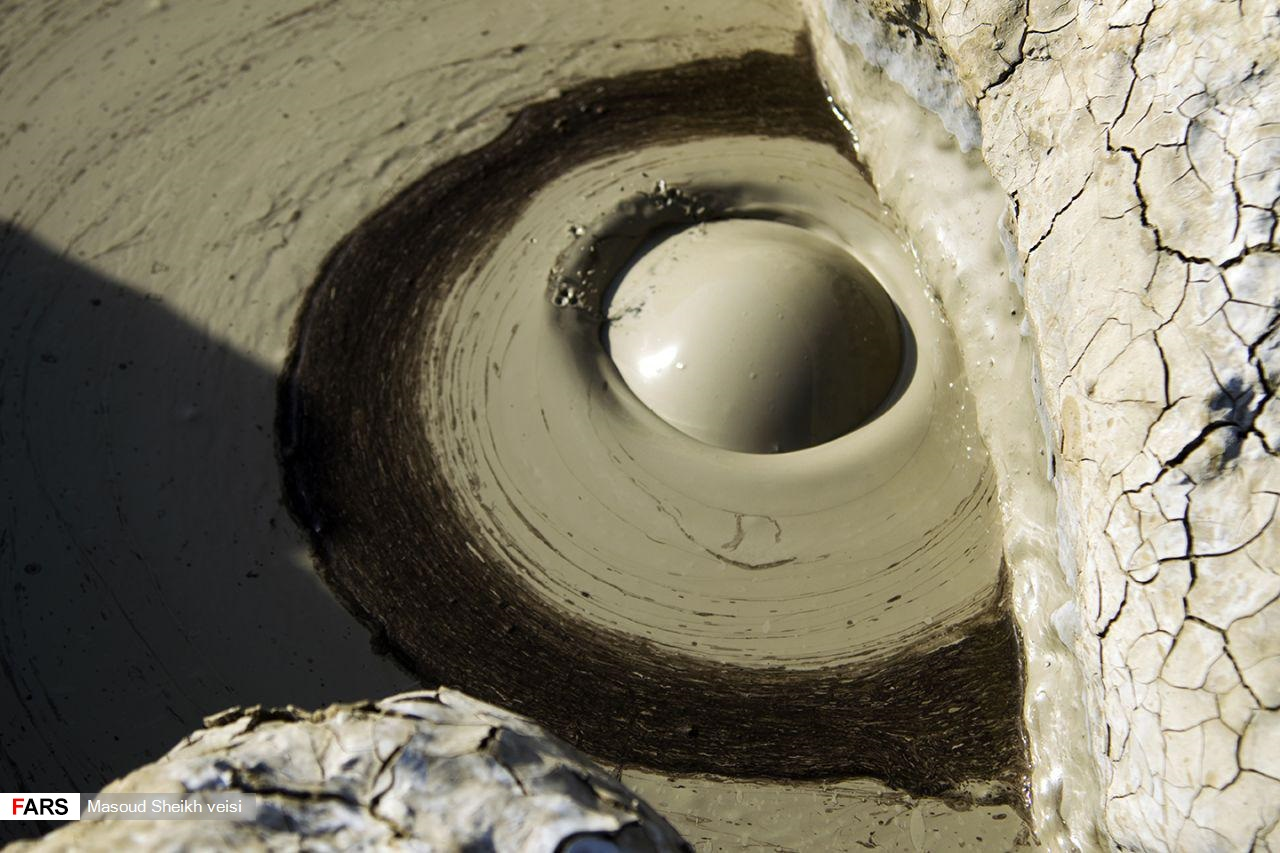
دهانه گل‌فشان پیرگل
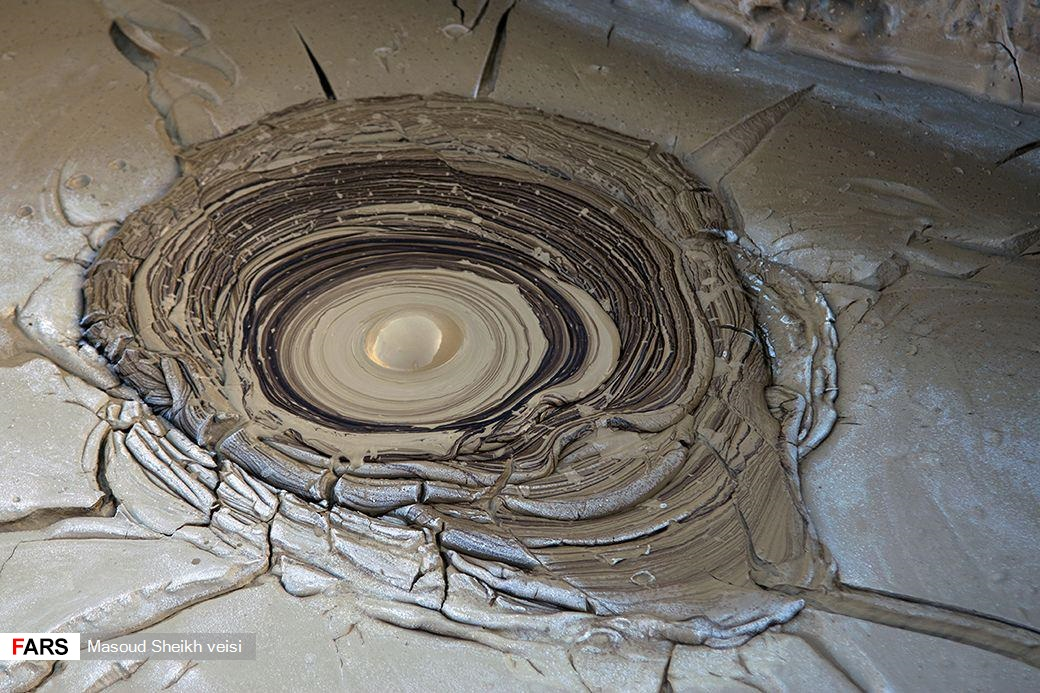
دهانه گل‌فشان پیرگل
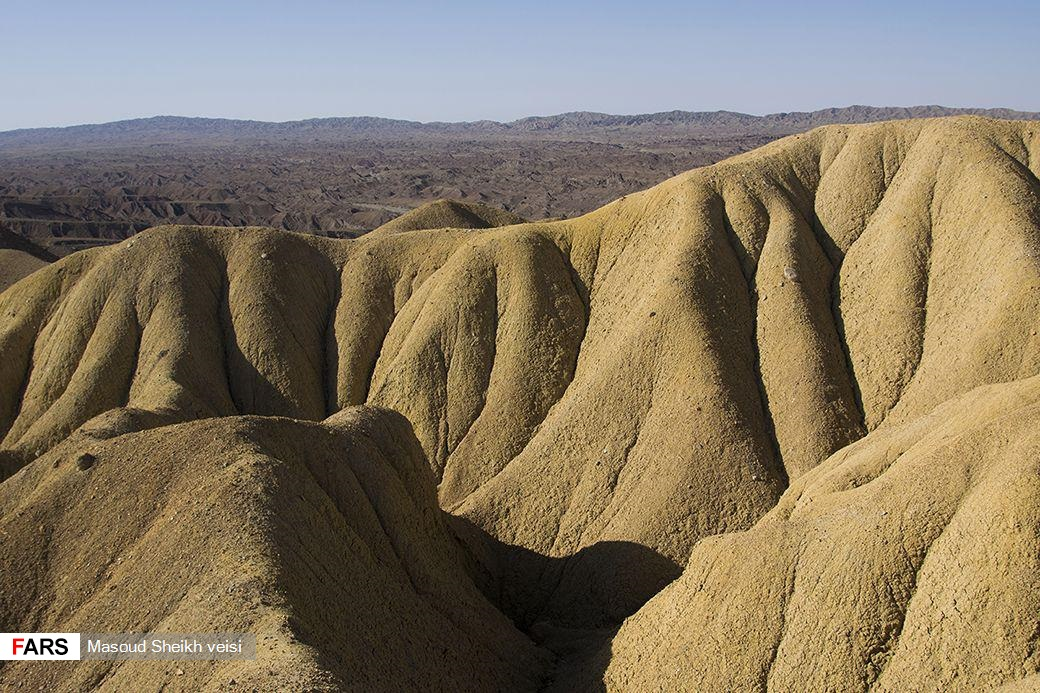
نمایی از گل‌فشان پیرگل
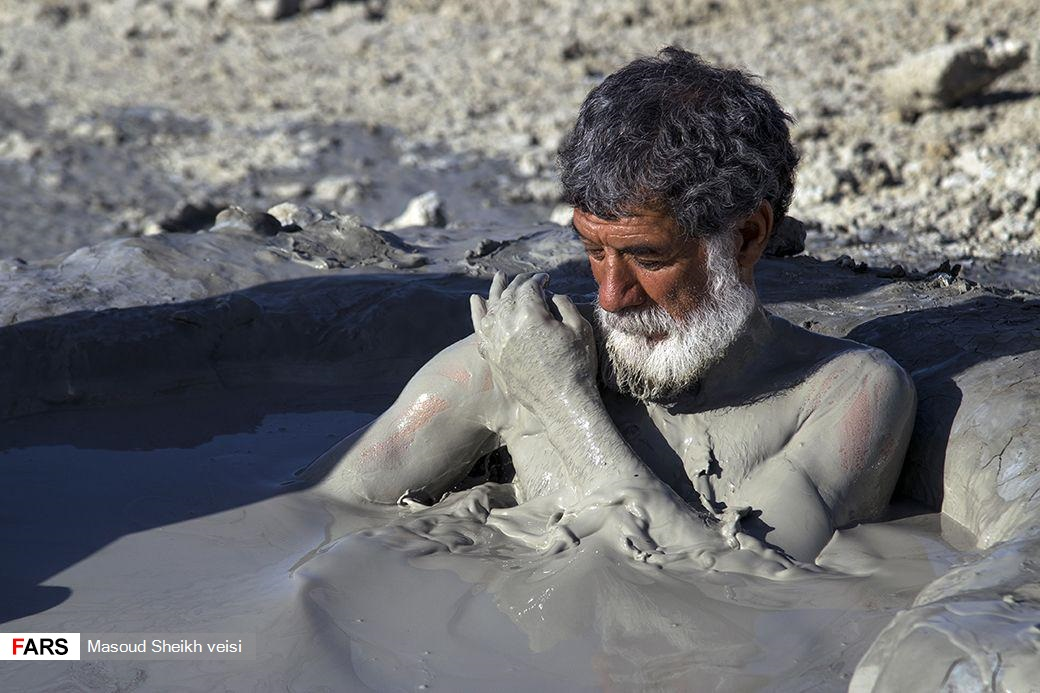
فردی در یکی از دهانه‌های گل‌فشان